# Ngawang Namgyal (Rinpung)
Ngawang Namgyal was een koning uit de Rinpung-dynastie die heerste over de regio Tsang in Tibet. Hij was een zoon van Tsogye Dorje en kleinzoon van Norsang. In 1512 volgde hij zijn neef Dönyö Dorje op. Rond 1550 werd hij opgevolgd door zijn zoon Döndrub Tseten Dorje.